# Ambrogio Luvini
Ambrogio Luvini (* 17. Mai 1767 in Lugano; † 28. Januar 1839 ebenda) war ein Schweizer Jurist, Politiker, Grossrat und Staatsrat.

## Biografie
Ambrogio Luvini wurde geboren als Sohn des Kaufmanns Antonio Maria Luvini und der Antonia Martina, geborene Luvini. Im Jahr 1794 heiratete er Martina Perseghini, Tochter des Giacomo, eines reichen Spediteurs aus Lugano. Er studierte Rechtswissenschaften an der Universität Pavia. Danach kehrte er nach Lugano zurück und wurde Advokat und Notar sowie Richter am Obersten Gerichtshof des Kantons Tessin.
Das Teatro sociale von Lugano wurde am 10. Januar 1806 mit einer Aufführung von Vittorio Alfieris Antigone durch eine Gruppe lokaler Amateure unter der Leitung von Ambrogio Luvini eingeweiht.
Seine militärische Karriere begann als Offizier im Königreich Sardinien, dann kehrte er nach Lugano zurück und war Landeshauptmann der Milizen in der Vogtei Lugano. Ab 1797 befehligte er das Luganeser Freiwilligenkorps der Weissen, das sich 1798 den Cisalpinern entgegenstellte, und 1799 das erste Bataillon des Auszugs des Kantons Lugano. Von 1813 bis 1834 kommandierte er als General die Tessiner Truppen.
Als Politiker war er Vertreter der liberalen Mitte (der heutigen FDP) und gehörte von 1813 bis 1830 dem Tessiner Grossrat an; als Gesandter gehörte er 1814–1815 der eidgenössischen Tagsatzung an sowie 1815–1817, 1821–1829 und 1830–1837 als Tessiner Staatsrat.